# Zhou Xun (Tres Regnes)
|  | Per l'actriu xinesa, vegeu Zhou Xun. |

En aquest nom xinès, el cognom és Zhou.
Zhou Xun va ser el fill major de Zhou Yu, un general militar i estrateg que va servir a Wu Oriental durant el període de la tardana Dinastia Han Oriental de la història xinesa. Ell es va casar amb la filla de Sun Quan, Sun Luban, i va servir com un Comandant de Cavalleria a Wu Oriental. Es deia també que s'assemblava al seu pare en la personalitat.